# Прудище (Усвятский район)
Прудище — деревня в Усвятском районе Псковской области России. Входит в состав Усвятской волости (с 1995 года, ранее — в Усвятский сельсовет).

## География
Находится на юге региона, в западной части района, в лесной местности, у озёр Большие Глыши, в 5 км от райцентра и волостного центра — пгт Усвяты.
Уличная сеть не развита.

## Население
| 2001 | 2002 | 2010 |
| ---- | ---- | ---- |
| 39   | ↘27  | ↗33  |

## Инфраструктура
Личное подсобное хозяйство.

## Транспорт
Рейсовый автобус Прудище — Рудня.